# Weißenkirchen im Attergau
Weißenkirchen im Attergau est une commune autrichienne du district de Vöcklabruck en Haute-Autriche.